# 영국 아카데미 영화상
영국 아카데미 영화상(British Academy Film Awards)은 영국 영화 텔레비전 예술 아카데미(BAFTA)가 주관하는 영국의 영화상이다. 1947년부터 매년 시상하고 있다.

## 부문
괄호 부분은 최초 시상 연도를 뜻한다.
| - 작품상 (1948) - 영국 영화상 (1948) - 외국어 영화상 (1948) - 단편영화상 (1980) - 애니메이션영화상 (2006) - 남우주연상 (1953) - 여우주연상 (1953) - 감독상 (1969) - 남우조연상 (1969) - 여우조연상 (1969) - 촬영상 (1969) | - 음향상 (1969) - 음악상 (1969) - 미술상 (1969) - 의상상 (1969) - 편집상 (1978) - 신인상 (1981) - 시각효과상 (1983) - 분장상 (1983) - 각본상 (1984) - 각색상 (1984) |

## 같이 보기
- 영국 영화 텔레비전 예술 아카데미
- 영국 아카데미 텔레비전상